# Prieuré Saint-Jean-du-Grais
Ce prieuré n'est pas situé au Grais, une commune du département de l'Orne
Le prieuré Saint-Jean-du-Grais, ou prieuré de Saint-Jean-du-Gray et prieuré Saint Jean du Grais, est un ancien monastère situé dans la forêt de Bréchenay, sur la commune d'Azay-sur-Cher dans le département français d'Indre-et-Loire en région Centre-Val de Loire.
Le prieuré, qui a été dépendant de l'abbaye Saint-Paul de Cormery, est fondé dans la première moitié du XIIe siècle par deux ermites après une donation de Foulques V d'Anjou, roi de Jérusalem en 1120.
D'abord cistercien, le prieuré devient ensuite augustinien du début du XVIIe  jusque dans la seconde moitié du  XVIIIe siècle. Durant cette période, comme pendant l'époque précédente, les prieurs se succèdent et Victor Le Bouthillier, archevêque de Tours, est élu à tête de l'établissement monastique dans les années 1660. Saint-Jean-du-Grais est administré par les oratoriens en 1771, et ce jusqu'aux événements révolutionnaires aux cours desquels le prieuré est vendu comme bien national.
Un clocher, vestige de l'église démantelée au XIXe siècle, un dortoir, une salle capitulaire, un réfectoire et un puits sont les seules structures demeurées intactes de ce prieuré de style roman construit au Moyen Âge,.
Les bâtiments du prieuré, et une peinture murale représentant un christ en majesté font l'objet d'un classement au titre de monument historique en 1928. Au début des années 2000, les fenêtres du réfectoire, du dortoir et de la salle capitulaire ont été aménagées de vitraux monochromatiques, pièces d'art contemporain exécutées par le sculpteur d'espace Sarkis.

## Situation géographique
| - OpenStreetMap Emplacement du prieuré (indiqué ici au centre de la carte par un point orangé). |

Le prieuré est localisé sur la commune d'Azay-sur-Cher à  3,5 km de son centre-bourg, dans la partie centre-est du département d'Indre-et-Loire, en région Centre-Val de Loire.
Le monastère tourangeau, situé dans la forêt de Brechenay, se trouve à la limite nord-ouest de la Champeigne tourangelle. Il repose sur un plateau entre le Cher et l'Indre. L'établissement prieural, qui est distant de 5 km de la ville de Cormery, se trouve à proximité de l'Échandon, une rivière tributaire de l'Indre.
À l'instar de la tour du Brandon, l'emplacement du prieuré médiéval pourrait marquer le tracé d'une ancienne via Romana secondaire allant du gué de Reignac-sur-Indre, au sud-est, jusqu'à Tours, au nord-ouest.
Les bâtiments monastiques de Saint-Jean-du-Grais sont accessibles via la route départementale 82.

## Toponymie
| Évolution chronologique des mentions du prieuré : - Ecclesiœ de Gressu, Prioratus de Gressio : 1146, charte de fondation, - Monasterium de Gressio : 1205 ; - Convenius de Gressus : 1234 ; - Couvent de Saint-Jean-dou-Grès : 1277 ; - Prioratus S. Joanis Gressio : 1396 ; - Prieuré de Grays : 1639, Fonds Châtre de Cangé ; - Prieuré Saint-Jean-du-Grès : 1740, état du domaine d’Amboise ; - Prieuré du Grais : carte de Cassini XVIIIe siècle ; - Prieuré Saint-Jean-du-Grec : carte de Cassini, seconde moitié du XVIIIe siècle ; - Prieuré Saint Jean du Grais : carte d'état-major, entre 1820 et 1866 ; - Prieuré Saint Jean du Grais : carte au 1/50 000 de 1950. |

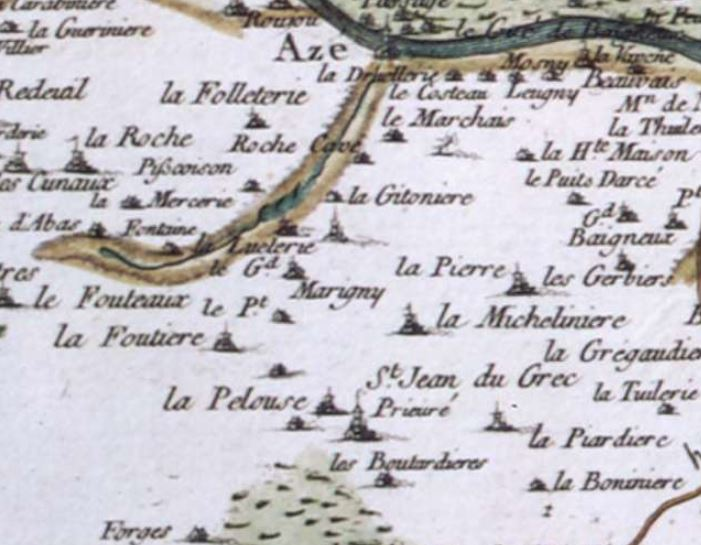
Le prieuré sur un extrait de la carte de Cassini (seconde moitié du XVIIIe siècle). Le toponyme du monastère apparaît sous la forme Saint-Jean du Grec,.

Le toponyme Grais est un terme issu de l'ancien français et qui fait référence à la notion de "silex", de "grès. Le mot "Grais", qui renvoie à un « lieu rocailleux », est décliné des formes latines Gressius et Gresium,. En outre, le nom du prieuré est également composé du vocable "Jean", mot renvoyant au nom du saint patron sous lequel le monastère a été placé.

## Histoire

### Moyen Âge

#### Fondation
Pour Jean-Louis Chalmel le prieuré aurait été fondé en 1017. Il attribue la fondation du Grais à Foulques Nerra,. Ultérieurement, Amédée De La Ponce, puis Charles de Grandmaison reprennent Chalmel, tandis que Casimir Chevalier et Jacques-Xavier Carré de Busserolle nuancent ce constat et proposent une date plus récente,,,. De fait, comme le souligne Guy-Marie Oury, deux cartulaires, complétés par les textes de la Grande Chronique de Touraine, réunis par André Salmon, mettent en évidence que la première mention du monastère est datée de 1127 par la charte de confirmation de donation par Foulques V d'Anjou et la seconde faite en 1146, à la mort d'un clerc, Jean Joscelin. Le texte de la charte de 1146 est le suivant : « Anno Domini MCXLVIO et Conradi imperatoris ixa, et Ludovici regis ix°, obiit Joscelinus fundator ecclesiœ de Gressu in Turonia sitse, et tune primo ibi institutus est prioratus. » [...] « Prioratus de Gressu fundatur. Ecclesia Tornacensis primo recipit episcopum ». Pour autant, selon Jean-Martial Besse, à proximité de Saint-Jean-du-Grais, un bâtiment ecclésiastique, une église, datée de 1017, aurait été fondée par Foulques Nerra.

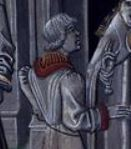
Foulques V d'Anjou, donateur des terres du Grais.

À l'origine de la fondation du monastère, très problement datée de 1146, se trouve une communauté érémitique venue s'installer au début du XIIe siècle dans la forêt de Bréchenay, à mi-chemin d'Azay et de Cormery,. Pour autant, les lieux se révèlent alors peu propices à l'implantation d'un prieuré. La communauté s'est formée autour de deux ermites, connus sous les noms Renaud Frémaud et Geoffroi Paissonel. Les ermites bénéficient d'un don terrien octroyé par le comte d'Anjou Foulques V en 1120 — avant son départ pour la Palestine — et confirmé par écrit en 1127,. L'acte de donation du roi de Jérusalem se fait alors en présence de deux témoins, deux prêtres dénommés Raymond et Geoffroy. Le fondateur et premier maître de l'ordre du Temple Hugues de Payns aurait également assisté à cet acte de don,. La donation de Foulques V consiste en trois propriétés terriennes : la chapelle Paissonnel (antérieurement connue sous le nom de chapelle « Meginay »), le « Petit-Grais » et le « Marchais-Saint-Jean ». L'acte de donation est confirmé quelque temps après par Geoffroy V d'Anjou, le fils de Foulques.
Le groupe de la forêt de Bréchenay comprenait également Jean Joscelin, un ancien moine issu de l'abbaye Saint-Paul de Cormery. Après l'acte de donation des années 1120, à la mort de Frémaud et Paissonel, Joscelin prend rapidement la tête de la communauté érémitique. C'est en la personne de Joscelin que la communauté du Grais passe alors sous la tutelle de l'abbatiat de Cormery,.

#### Constructions des bâtiments et indépendance de la communauté du Grais
Les terres du Grais relèvent ensuite de la tutelle de la collégiale de Saint-Martin. La communauté érémitique se retire dans une chapelle connue sous le nom de « Chapelle-Paissoniel » (ou de « Paissonneau ») et située non-loin du Grais,,. Le domaine du Grais est remis aux mains des ermites de la forêt de Bréchenay par le doyen Barthélémy en 1163,,. Pour autant cette donation est conditionnée : Barthélémy souhaite que les ermites y représentent le siège de son ordre (celui de Saint Martin). Pour G. Oury, il est probable que le chapitre de Saint-Martin ait voulu ériger un deuxième établissement monastique régulier postérieurement à la construction du prieuré de Saint-Cosme. La même année, les travaux de construction d'un monastère régulier commencent,. Les bâtiments sont alors conçus dans un « style roman plantagenêt ».

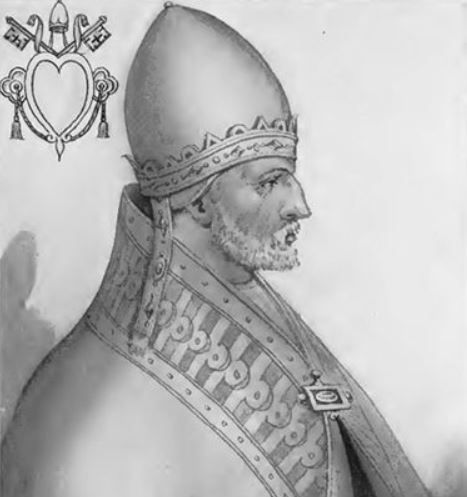
Lucius III, pape ayant officialisé l'indépendance du Grais en 1189.

Dans un cartulaire daté de 1182, l'abbé de Cormery Gérard 1er (ou Géraud) renonce aux droits de propriété de l'abbaye sur Saint-Jean-du-Grais. Après cette date et après l'intervention d'Étienne de Marsay auprès d'Henri II, sous la demande de la communauté érémétique, Saint-Jean-du-Grais cesse d'être du ressort de l'abbaye Saint-Paul de Cormery,. Deux ans plus tard, en date du 28 février 1184, l'indépendance du Grais vis-à-vis de Cormery devient officielle, avec une bulle pontificale émise par le pape Lucius III.
Au début du XIIIe siècle, Philippe de Ramefort, le fils d'Étienne Marsay, remet à la communauté du Grais le droit de patronnage d'une chapelle, construite au sein de la nécropole de Vou, bien qu'il en ait fait acte de donation à l'abbaye de Saint-Sauveur quelque temps plus tôt, en 1206. En 1255, le seigneur de Montbazon renonce à son droit de ségréage sur le massif du Brandon en faveur du prieuré. En 1277, ce sont les droits de panage et de pâturage sur les bois de Marigny de Forges, également situés dans la forêt de Bréchenay, que le duc de Montbazon remet aux mains de Saint-Jean-du-Grais.
Au cours du XVe siècle, le monastère tourangeau est adjoint d'une structure destinée à loger le prieur et l'un des bâtiments conventuel fait l'objet d'une seconde phase de construction,. Dans son testament daté du 14 août 1455, Aymar de la Rochefoucauld, alors seigneur de Sainte-Maure octroie des rentes au prieur de Saint-Jean-du-Grais,.

### Époques moderne et contemporaine

#### Prieuré augustinien puis oratorien

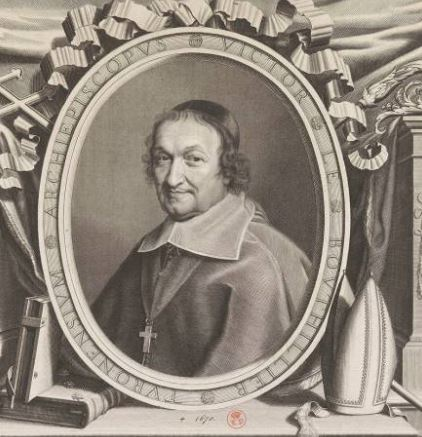
Victor Le Bouthillier, prieur de Saint-Jean-du-Grais dans les années 1660 (gravure de Robert Nanteuil).

Les structures conventuelles sont ravagés une première fois par les ligueurs en 1562, puis définitivement détruits lors des événements de révolution.
En 1603, l'établissement prieural, jusqu'alors administré par des cisterciens, revient à des chanoines appartenant à l'ordre de Saint-Augustin,. Dans la seconde moitié du XVIIe siècle, Saint-Jean-du-Grais comptait alors parmi les quatre prieurés conventuels établis au sein du diocèse de Tours, avec la Chartreuse du Liget, la Bourdillière, érigé en 1662 et Saint-Cosme. En 1664, l'archevêque de Tours Victor Le Bouthillier devient le prieur du Grais.
En date du 24 décembre 1701, l'établissement prieural est adjoint aux possessions au collège royal de Tours,. Au XVIIIe siècle, les structures de Saint-Jean-du-Grais font l'objet de deux campagnes de restaurations : une première entre 1728 et 1748, période durant laquelle les fossés ceignant les massifs boisés sont également réparés ; puis une deuxième entre 1747 et 1767, où des travaux sont réalisés sur le chœur et le clocher de l'église. En 1771, Saint-Jean-du-Grais passe sous l'administration de la Congrégation de l'Oratoire. En date du 24 août 1791, le prieuré fait l'objet d'une vente en tant que bien national pour une somme totale s'élevant à 60 000 livres. Un homme dénommé Victor Petit, un exploitant agricole, s'en porte alors acquéreur,.
Vers le milieu du XIXe siècle, en 1850, à l'exception de son clocher, l'église prieurale fait l'objet d'une destruction,. La même année, un ecclésiaste, l'abbé Guillot, exécute deux sculptures pour l'église paroissiale d'Azay-sur-Cher, dont l'une représente Saint Jean, le patron du prieuré.
Vers la fin du XIXe siècle, en 1889, Auguste Rodin se rend en Touraine. Il passe par la ville d'Amboise, réalise un croquis de l'Aile Charles-VIII, puis se dirige vers Azay-sur-Cher et se rend au Grais. De son passage à Saint-Jean-du-Grais, le sculpteur exécute une esquisse du clocher, seule structure subsistante de l'ancienne église romane,,,.

#### Restauration des bâtiments et mise en valeur du site

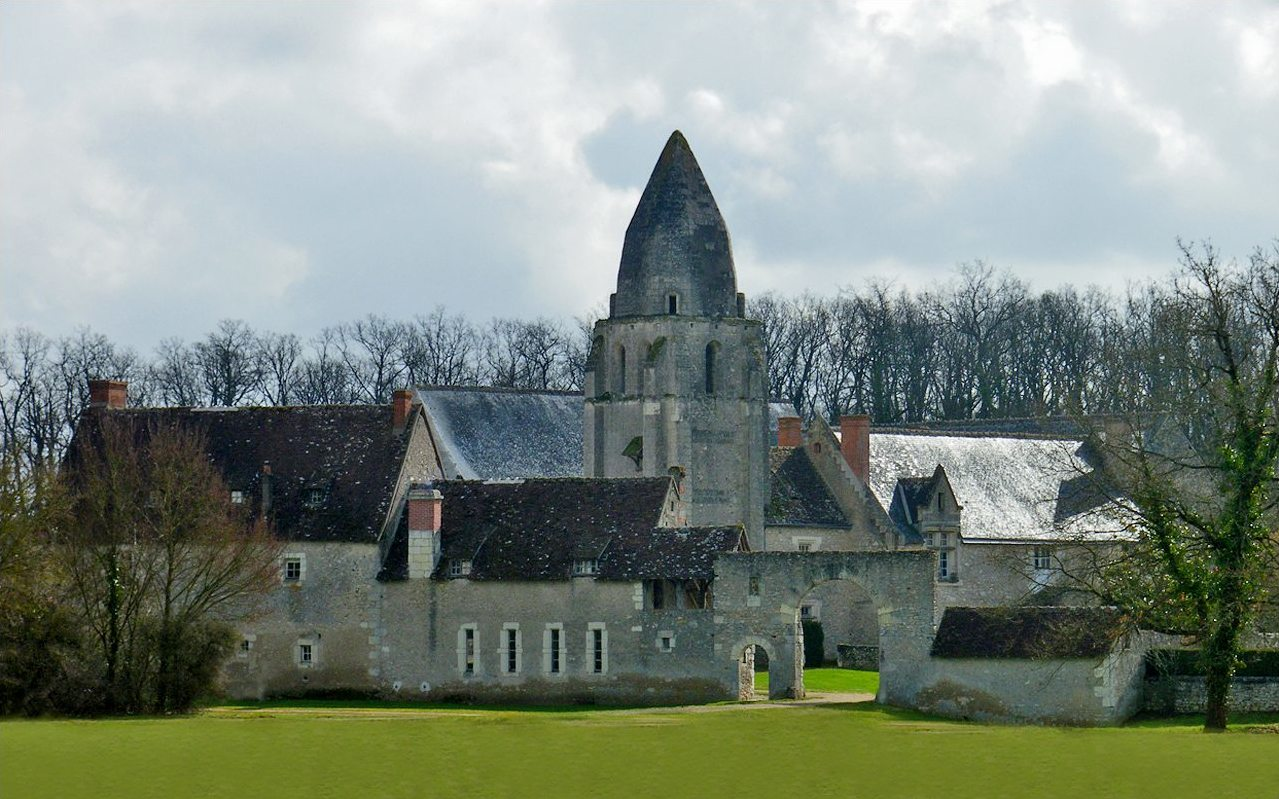
Vue d'ensemble du prieuré dans son état actuel.

Au tout début du XXe siècle, en 1901, l'ancien prieuré médiéval fait l'objet d'un rachat par la famille Darrasse. Les Darrasse entreprennent des travaux de restauration du Grais au cours des années 1920. Les bâtiments et les vestiges du monastère bénéficient d'un classement au titre de monument historique par arrêté ministériel daté du 24 mars 1928. Vers la fin des années 1940, dans le cadre du 106e congrès archéologiques de France, à Tours, l'archéologue Robert Ranjard effectue une étude des bâtiments et des vestiges du prieuré,.
En 2000, pour donner un nouvel élan à Saint-Jean-du-Grais, une association de sauvegarde des lieux effectue la commande d'une œuvre d'art contemporain. L'association fait alors appel à la Fondation de France. Pour l'exécution de l'œuvre, dans le cadre du programme des Nouveaux commanditaires, le choix se porte sur le sculpteur d'art contemporain turco-arménien Sarkis. Sarkis réalise alors une série de 39 vitraux, et, en 2004, l'œuvre du sculpteur, intitulée « L'Éveil », est inaugurée,,.
Dans les années 2010, — chant, concert et danses classiques —,, et des visites guidées, notamment lors de journées portes ouvertes, sont régulièrement organisés au sein des bâtiments monastiques,,.

## Possessions et revenus du prieuré
Deux monastères de petite taille, probablement des ermitages, ont été les propriétés de Saint-Jean-du-Grais. Le premier, connu sous le vocable de « Sainte-Apolline-du-Rocher », était établi au sein des terres paroissiales de Chambray-lès-Tours et distant de quelques kilomètres en axe ouest du Grais. Sainte-Apolline-du-Rocher aurait été fondé par des ermites faisaient partie de la communauté réunie dans la forêt de Bréchenay. Le deuxième ermitage, connu sous le vocable de « Saint-Aubin-des-Bois », était installé aux environs de Restigné. L'ermitage de Saint-Aubin, fondé avant 1252, se dressait à proximité d'un étang, le Saint-Aubin, une étendue d'eau située sur la paroisse de Continvoir. Aux environs de 1250, Saint-Jean-du-Grais bénéficie de la donation d'une propriété, un domus, connue sous le nom de Burgulium. D'autres bâtiments, tel qu'un moulin et un pressoir, ont été octroyés au monastère tourangeau.
Les revenus du prieuré étaient en partie assurés par l'exploitation d'un vignoble, par des donations de seigneurs locaux — Philippe d'Esvres, André de Chauvigny, Jean de Thaïs, etc. —, ainsi que par la perception de dîmes et d'aumône. Les rentes du Grais, en 1670, ont été estimées à environ 1 200 livres. Pour l'exercice de l'année 1762, ses revenus s'élevaient à un total de 3 700 livres. Le prieuré possédait alors 200 arpents de terres,.

## Prieurs de Saint-Jean-du-Grais

### Liste des prieurs
La liste suivante, non exhaustive, a pour objectif de recenser les prieurs qui se sont succédé à la tête de Saint-Jean-du-Grais :
| N° | Début du priorat | Fin du priorat | Nom du prieur                              |
| 1  | 1182             | -              | Alain                                      |
| 2  | 1205             | -              | Regnaud                                    |
| 3  | 1225             | -              | Guillaume                                  |
| 4  | 1244             | -              | Philippe                                   |
| 5  | 1435             | -              | N. Pernac                                  |
| 6  | 1473             | 1508           | Philippe d'Argouges                        |
| 7  | 1528             | -              | Jacques Chambellan                         |
| 8  | 1534             | -              | Jean Miron                                 |
| 9  | 1591             | -              | Claude Belot                               |
| 10 | 1620             | 1630           | Roger de Coningham                         |
| 11 | 1664             | -              | Victor Le Bouthillier, archevêque de Tours |
| 12 | 1670             | -              | Christophe Roulin                          |

| N° | Début du priorat | Fin du priorat | Nom du prieur                              |
| 1  | 1182             | -              | Alain                                      |
| 2  | 1205             | -              | Regnaud                                    |
| 3  | 1225             | -              | Guillaume                                  |
| 4  | 1244             | -              | Philippe                                   |
| 5  | 1435             | -              | N. Pernac                                  |
| 6  | 1473             | 1508           | Philippe d'Argouges                        |
| 7  | 1528             | -              | Jacques Chambellan                         |
| 8  | 1534             | -              | Jean Miron                                 |
| 9  | 1591             | -              | Claude Belot                               |
| 10 | 1620             | 1630           | Roger de Coningham                         |
| 11 | 1664             | -              | Victor Le Bouthillier, archevêque de Tours |
| 12 | 1670             | -              | Christophe Roulin                          |

| N° | Début du priorat | Fin du priorat | Nom du prieur                              |
| 1  | 1182             | -              | Alain                                      |
| 2  | 1205             | -              | Regnaud                                    |
| 3  | 1225             | -              | Guillaume                                  |
| 4  | 1244             | -              | Philippe                                   |
| 5  | 1435             | -              | N. Pernac                                  |
| 6  | 1473             | 1508           | Philippe d'Argouges                        |
| 7  | 1528             | -              | Jacques Chambellan                         |
| 8  | 1534             | -              | Jean Miron                                 |
| 9  | 1591             | -              | Claude Belot                               |
| 10 | 1620             | 1630           | Roger de Coningham                         |
| 11 | 1664             | -              | Victor Le Bouthillier, archevêque de Tours |
| 12 | 1670             | -              | Christophe Roulin                          |

### Prieurs remarquables
- Philippe d'Argouges, prieur du Grais entre 1473 et 1508, réalise la même année un accord avec Jean Larçay, alors seigneur de la prévôté de Larçay[61]. Il a précédemment siégé à la tête du prieuré de Saint-Front à Passais durant la seconde moitié du XVe siècle, en 1470[62].
- Roger de Coningham, prieur du Grais entre 1620 et 1630, a siégé à la tête de l'abbatiat de Sainte-Marie de Pornic. Il était également l'un des frères d'Hercule de Conigan de Cangé[63].
- Christophe Roulin, prieur du Grais en 1670, était chevalier des ordres de Notre-Dame du Mont-Carmel et de Saint-Lazare de Jérusalem[17].

## Architecture et description
Bien que de l'église prieurale il ne demeure plus que le clocher et que d'autres structures soient ruinées, la vocation initiale de chacun des bâtiments peut être toujours identifiée. Le plan au sol de l'ensemble des bâtiments s'organise sous la forme d'un quadrilatère.

### Réfectoire
| - OpenStreetMap Plan des bâtiments du prieuré dans son état actuel. |

Le bâtiment abritant le réfectoire se présente sous la forme d'une longue structure qui occupe la majeure partie de l'aile sud du prieuré,. Le réfectoire, aussi vaste que celui du prieuré Notre-Dame et Saint-Étienne de Villiers, se développe sur une longueur de 20 m. La lumière pénètre au sud par 7 fenêtres cintrées hautes et étroites,. Le côté sud comporte également les vestiges de la  chaire du lecteur surmontée d'une petite voûte. Cette tribune est percée de 3 ouvertures. L'escalier menant à la chaire subsiste également. Les cuisines, aménagées au rez-de-chaussée du bâtiment, ont été détruites. La couverture du réfectoire repose sur une charpente construite au cours du XIIe siècle, comme le reste du bâtiment.
Les vestiges d'une fresque, datée du XIVe siècle, sont encore visibles sur le mur sud,. La peinture murale, qui recouvre un faux appareil de couleur rouge sous-couché d'un enduit en plâtre, représente probablement un Christ en gloire accompagné des quatre évangélistes,. Le trompe l'œil sur lequel a été apposé l'enduit se compose d'une seule ligne pour représenter les joints horizontaux de l'appareil et de deux lignes pour figurer les joints verticaux. Ce type de faux appareil se retrouve au prieuré Saint-Christophe-en-Halatte, dans l'église Saint-Étienne de Cambronne-lès-Clermont ainsi que dans l'abbaye Notre-Dame de Boschaud. L'ensemble de l'œuvre présente d'importantes analogies avec la peinture murale d'un christ en majesté visible sur la voûte du chœur de l'église Saint-Pierre de Parçay-sur-Vienne. La fresque a bénéficié d'un classement au titre de monument historique en 1928.

### Salle capitulaire et dortoir

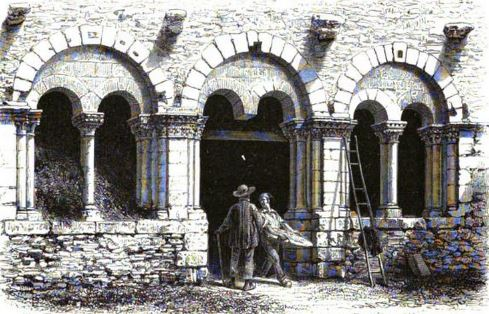
Salle capitulaire (détail des baies).

La salle consacrée aux réunions du chapitre est aménagée dans un bâtiment occupant l'aile est du prieuré. La salle capitulaire est pourvue d'un plafond voûté. Cette voûte prend appui sur deux colonnes monocylindriques disposées au centre de la salle. La salle est aménagée de trois baies se trouvant côté cour, chacune pourvue de petites fenêtres en plein-cintre. Ces huisseries sont chacune encadrées par une arcade cintrée. Deux colonnettes géminées, couronnées par un chapiteau, viennent partager les fenestrelles de chacune des baies,. Les colonnettes reposent sur un mur-bahut (une sorte de muret). La paire de demi-colonnes comprises dans l'ouverture disposée au centre, démantelée lors du remaniement de la salle capitulaire en entrepôt agricole, a été reconstituée dans son état d'origine.
La salle du chapitre comporte deux nefs disposant chacune de trois travées,. Les travées sont voûtées sur croisées d'ogives. Celles-ci sont affectées d'un aspect sensiblement bombé,. Les ogives, les arcs-doubleaux ainsi que les arcs formerets présentent des moulures sous forme de tore. La totalité de ces reliefs pleins et arrondis disposent d'une épaisseur identique, donnant ainsi à l'ensemble de la voûte une importante homogénéité. Chaque travée est supportée par deux colonnes. Ces colonnes sont composées d'un fût de forme cylindrique prenant appui sur une base carrée, le tout couronné par un chapiteau à corbeille et abaques décorés de motifs végétaux,.

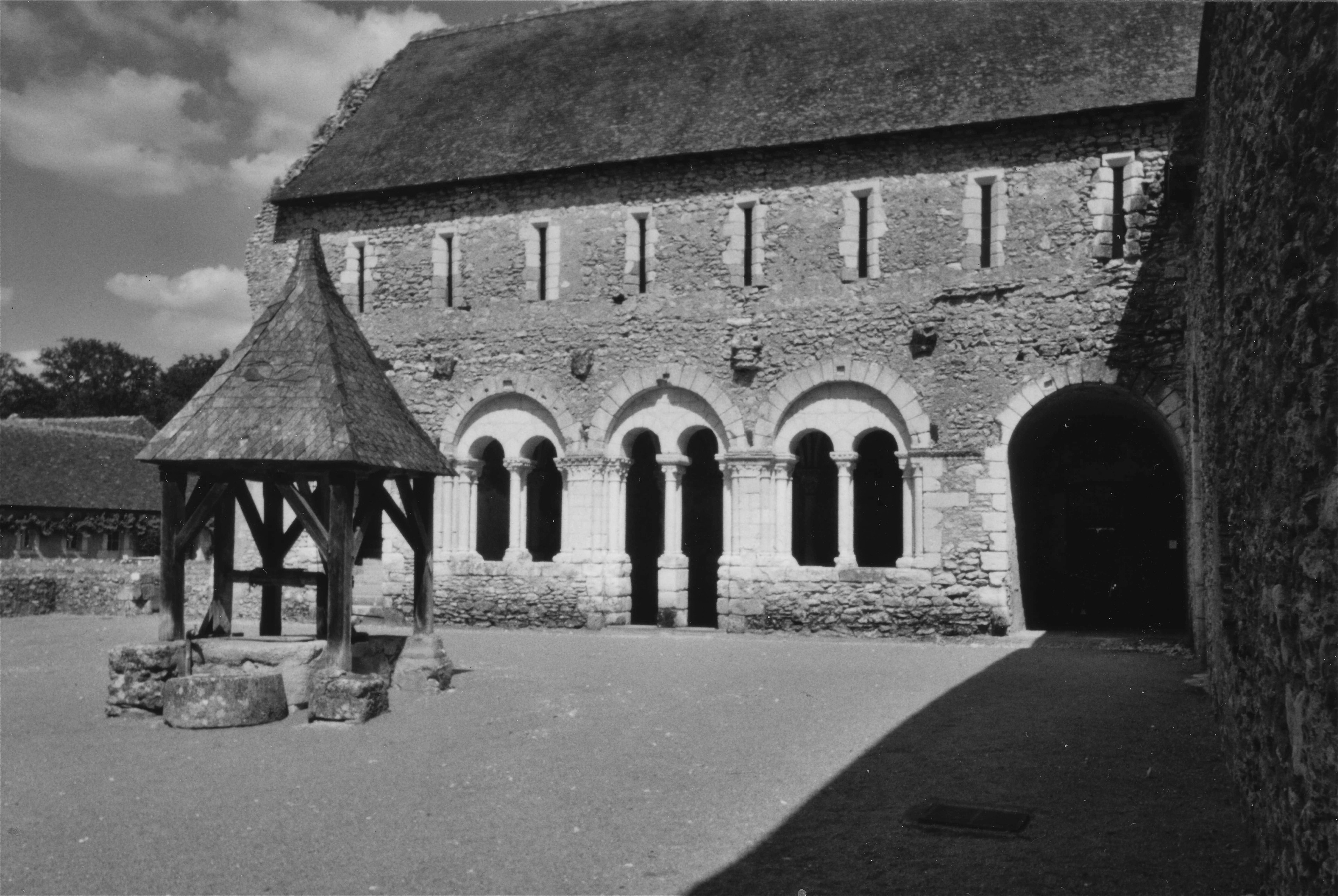
Salle capitulaire et dortoir.

La voûte, le long des murs, est soutenue par des colonnettes munies de chapiteaux à corbeille et abaques chanfrênés. Les abaques, relativement massifs, s'étendent au-delà des retombées des arcs-boutants et présentent des décors composés de motifs végétatifs disposés à chaque angle, de bandes plissées et de circonvolutions en forme de perle. Ce type de chapiteau, typiquement roman est précurseur des chapiteaux « à crochets » qui font leur apparition au cours du XIIIe siècle. Les demi-colonnes reposent elles-mêmes sur des dosserets.
Les restes d'un décor polychrome subsistent sur quelques parties des murs,.
La salle d'assemblée est surmontée d'un étage comportant la pièce de dortoir,. Le dortoir est accessible par un escalier droit maçonné et disposé dans la partie gauche de la salle du chapitre. La pièce, relativement vaste, présente un plan rectangulaire. Elle est pourvue d'un plancher pavé par des carreaux en céramique et de couleur rouge,. Les murs sont aménagés de 19 meurtrières, dont onze réparties sur le côté levant et huit du côté couchant. Ces fenêtres sont affectées d'une forme rectangulaire. Elles sont soutenues par un linteau monolithe. Au premier étage se trouve également une pièce dont les murs sont adjacents à l'église et au dortoir. Une toiture à charpente vient recouvrir l'ensemble du bâtiment.

### Clocher et église

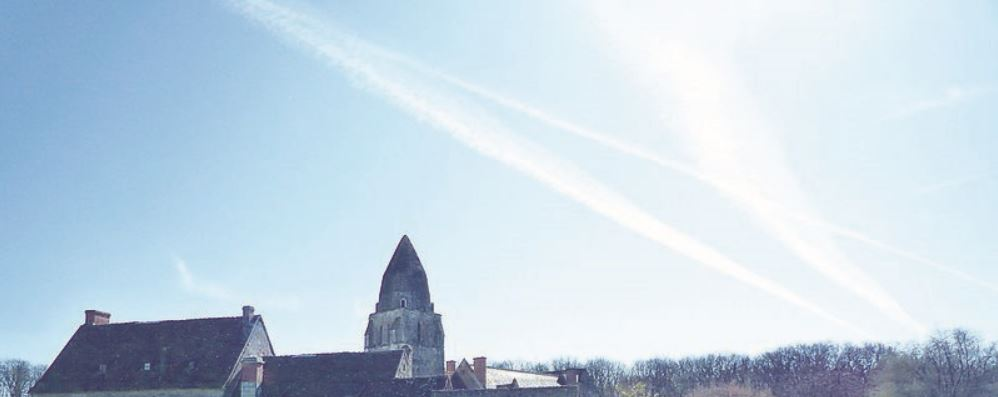
Vue panoramique (clocher et toits des bâtiments).

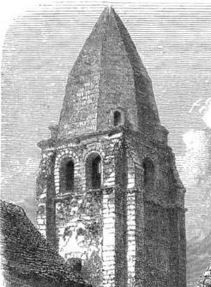
Le clocher et sa flèche.

Le monastère dispose d'un clocher de style roman qui se dresse sensiblement en retrait de la cour. Le clocher se compose d'une tour carrée épaulée sur chacun de ses côtés par deux contreforts,,. La tour est coiffée par une fèche, appareillée de pierres de taille. Cette flèche présente un plan octogonale en pierre et affecte la forme d'une mitre (« à pans brisés ») similaire au clocher de l'ancienne église Notre-Dame à Yzeures-sur-Creuse et celui de l'Église Saint-Urbain, à Courçay,,. Le beffroi, qui ne présente aucun ornement, est aménagé de deux baies en plein-cintre sur ses côtés nord et sud et d'une ouverture unique sur ses côtés est et ouest,.
L'église devait être probablement contemporaine des autres bâtiments formant le monastère,. Selon Robert Ranjard, la nef ne présentait pas un plan au sol strictement rectangulaire. Le vaisseau de la nef n'était pas exactement parallèle au bâtiment abritant le réfectoire et les deux structures formaient un très léger angle.

### Autres structures

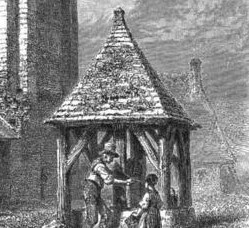
Le puits (dessin de Casimir Chevalier).

Disposés à l'ouest du réfectoire, se dressent les vestiges d'un bâtiment partiellement construit au cours du XVe siècle. Cette structure comprend une cave pourvue d'une voûte en berceau et affectée d'une forme brisée. Situées au niveau de l'avant-cour, au nord de la salle de réfectoire, se tiennent les ruines d'un bâtiment probablement destiné à loger prieur. Ce bâtiment est daté du XVe siècle.
Placé dans la partie centrale du prieuré, se trouve un puits coiffé d'une toiture à charpente.
Les galeries du cloître, construites en bois, étaient ceintes par l'église, et les structures abritant salle du chapitre et réfectoire. Avant la destruction de l'église, l'accès à la cour de l'établissement monastique, fermée sur chaque côté, s'effectuait par un couloir couronné d'une voûte et qui s'acheminait transversalement. Au niveau de la cour, ce passage se terminait par une arcade cintrée. Le couloir était précédé d'une pièce, possiblement la salle abritant le cellier. Cette pièce, grâce à une porte aménagée du côté sud, s'ouvrait sur l'extérieur du monastère.
Au sud, se tenaient les structures abritant très probablement l'infirmerie et l'« hospitalité ».

## Mobilier d'art contemporain
Les 39 vitraux exécutés par Sarkis, aux verres sobres et monochromes, ont été encastrés dans les fenêtres de la salle capitulaire, du dortoir et du réfectoire. Les étroites huisseries du dortoir abritent des vitraux de couleur bleue, tandis que ceux aménagés dans les fenêtres du réfectoire sont de couleur jaune, la salle capitulaire disposant de verreries de couleur rouge,.
Chaque vitrail est ornementé d'un décor peint se présentant sous la forme d'un nom d'une grande ville du monde, tel que Bagdad, Barcelone, Bethléem, Beyrouth, Gaza, Gênes, Jérusalem, Marseille, Palerme, Tours, ou encore Tyr ou le nom d'un édifice religieux tel que l'abbaye de Clairvaux,.
Associées aux trente-neuf vitraux et suspendues à la charpente du dortoir, 20 sculptures textiles, évoquant les habits de style oriental des croisés, ont été exécutées par Domenika Kaesdorf,. Après avoir décoré la charpente, les sculptures ont été décrochées puis couchées au sol. Enfin, la sculpture d'une cloche conçue en cristal est venue compléter le mobilier d'art contemporain de Saint-Jean-du-Grais.

## Le prieuré dans la littérature
Bien que la nouvelle d'Honoré de Balzac Une ténébreuse affaire se déroule dans l'Aube, l'abbaye disparue du Val-des-Preux qui y est évoquée pourrait avoir été inspirée à l'auteur par le prieuré Saint-Jean-du-Grais, proche du château de Beauvais à Azay-sur-Cher où résidait le sénateur Dominique Clément de Ris dont l'enlèvement en 1800 est romancé par Balzac dans cette nouvelle,,.